# Comité ouvrier juif des droits de l'homme
Le Comité ouvrier juif des droits de l'homme - en anglais, le Jewish Labor Committee (JLC), est une organisation juive laïque destinée à la promotion des intérêts syndicaux dans les communautés juives et des intérêts juifs au sein des syndicats. L'organisation, dont le siège est à New York, a des bureaux locaux ou régionaux à Boston, New York, Philadelphie, Chicago et Los Angeles et compte des groupes affiliés dirigés par des bénévoles dans diverses autres communautés à travers les États-Unis. Elle a été fondée en 1934, en réponse à la montée du nazisme en Europe. Aujourd'hui, le Comité ouvrier juif travaille à maintenir et renforcer la relation historiquement élevée entre la communauté juive américaine et le mouvement syndical, et de promouvoir ce qu'ils considèrent comme le concept de justice sociale partagé par les deux groupes. Le JLC a également été actif au Canada à partir de 1936 et jusqu'aux années 1970.